# ESRO-2B
ESRO-2B (anche noto come IRIS, cioè International Radiation Investigation Satellite) è stato il primo satellite artificiale dell'Unione europea (all'epoca "Comunità europea"). Deve il proprio nome all'European Space Research Organisation, sinteticamente "ESRO" (che, come la CEE ha preceduto l'UE, ha preceduto la oggi ben nota ESA). Si trattava, come quasi tutti i primi satelliti messi in orbita dalle Nazioni cronologicamente precedenti, di un satellite scientifico: ha perlopiù condotto ricerche sui raggi x e sulle particelle energetiche solari, parallelamente allo statunitense Orbiting Solar Observatory. Si chiama -2B dal momento che il lancio di ESRO-2A è stato fallimentare.
È stato lanciato nel 1968, cioè sei anni dopo il britannico Ariel 1, quattro dopo l'italiano San Marco 1 (che, come Ariel, aveva potuto contare dell'ausilio della NASA), tre dopo il francese Astérix (lanciato autonomamente dalla Francia) e uno dopo il San Marco 2 (lanciato autonomamente dall'Italia). Dunque, dei dieci fondatori dell'ESRO, tre avevano già acquisito le competenze e le strutture necessarie.